# Gnophos canitiata
Gnophos canitiata är en fjärilsart som beskrevs av Herrich-Schäffer 1861. Gnophos canitiata ingår i släktet Gnophos och familjen mätare. Inga underarter finns listade i Catalogue of Life.